# Барроу (лунный кратер)
Кратер Барроу (лат. Barrow) — древний ударный кратер в северной приполярной части видимой стороны Луны. Название дано в честь английского математика, физика и богослова, известного многими учёными трудами, учителя Ньютона, Исаака Барроу (1630—1677) и утверждено Международным астрономическим союзом в 1935 г. Образование кратера относится к донектарскому периоду

## Описание кратера

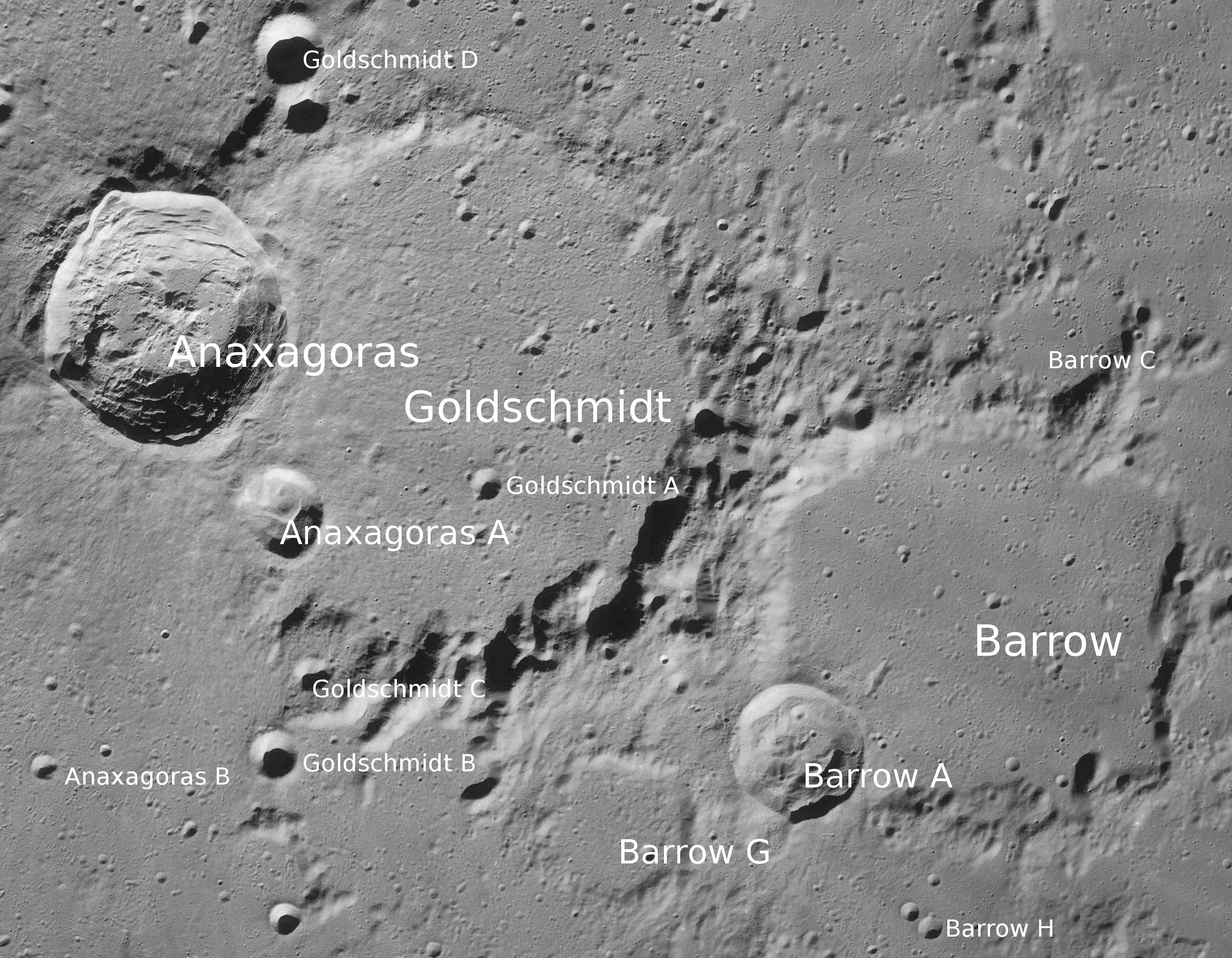
Окрестности кратера Барроу. Снимок зонда Lunar Reconnaissance Orbiter.

Ближайшими соседями кратера являются кратер Гольдшмидт, примыкающий к нему на северо-западе; кратер Метон на северо-востоке и кратер Бонд У. на юго-западе. Селенографические координаты центра кратера — 71°17′ с. ш. 7°35′ в. д. / 71,28° с. ш. 7,59° в. д., диаметр — 94 км, глубина — 2,38 км.
Вал кратера подвергся сильному разрушению и множественным импактам, вследствие чего утратил целостность и превратился в кольцо холмов и пиков, окружающих чашу кратера. Юго-западную часть вала перекрывает сателлитный кратер Барроу А (см. ниже). Восточная часть вала имеет разрыв. Средняя высота вала над окружающей местностью составляет 1400 м, объем кратера приблизительно 8000 км³. Максимальную высоту имеет северо-западная часть вала.
Дно чаши кратера заполнено лавой и испещрено множеством мелких кратеров. На дне чаши кратера есть слабые следы лучей от кратера Анаксагор.

## Сателлитные кратеры

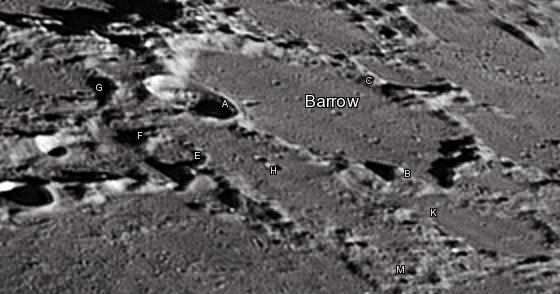
Снимок Девида Кемпбелла.

| Барроу | Координаты                                            | Диаметр, км |
| ------ | ----------------------------------------------------- | ----------- |
| A      | 70°34′ с. ш. 3°52′ в. д. / 70,56° с. ш. 3,86° в. д.   | 27,4        |
| B      | 70°10′ с. ш. 10°32′ в. д. / 70,16° с. ш. 10,53° в. д. | 16,8        |
| C      | 73°01′ с. ш. 11°07′ в. д. / 73,02° с. ш. 11,12° в. д. | 28,0        |
| E      | 69°00′ с. ш. 3°20′ в. д. / 69,00° с. ш. 3,33° в. д.   | 17,9        |
| F      | 69°10′ с. ш. 1°49′ в. д. / 69,16° с. ш. 1,81° в. д.   | 18,6        |
| G      | 70°10′ с. ш. 0°16′ в. д. / 70,17° с. ш. 0,26° в. д.   | 29,4        |
| H      | 69°17′ с. ш. 6°00′ в. д. / 69,28° с. ш. 6,00° в. д.   | 4,9         |
| K      | 69°17′ с. ш. 11°44′ в. д. / 69,29° с. ш. 11,74° в. д. | 45,5        |
| M      | 67°37′ с. ш. 9°08′ в. д. / 67,61° с. ш. 9,14° в. д.   | 5,9         |